# Fiona Glascott
Fiona Glascott (Carrick-on-Suir, 22 novembre 1982) è un'attrice irlandese.

## Filmografia parziale

### Cinema
- Resident Evil, regia di Paul W. S. Anderson (2002)
- Veronica Guerin - Il prezzo del coraggio (Veronica Guerin), regia di Joel Schumacher (2003)
- Love Shooting (The Deal: Sexy Backstage), regia di Steven Schachter (2008)
- Brooklyn, regia di John Crowley (2015)
- La battaglia di Jadotville (The Siege of Jadotville), regia di Richie Smyth (2016)
- Animali fantastici - I crimini di Grindelwald (Fantastic Beasts: The Crimes of Grindelwald), regia di David Yates (2018) - Minerva McGranitt
- Animali fantastici - I segreti di Silente (Fantastic Beasts: The Secrets of Dumbledore), regia di David Yates (2022)

### Televisione
- Ballykissangel - serie TV (1998)
- Kate & Emma - Indagini per due (Murder in Suburbia) - serie TV (2005)
- Casualty - serie TV (2005)
- Within - serie TV (2005)
- Poirot (Agatha Christie's Poirot) - serie TV, episodio 10x03 (2006)
- Jack Frost (A Touch of Frost) - serie TV (2010)
- Spooks - serie TV (2010)
- Episodes - serie TV (2011)
- L'ispettore Barnaby (Midsomer Murders) - serie TV, episodio 14x07 (2011)
- Delitti in Paradiso (Death in Paradise) - serie TV, episodio 1x08 (2011)
- The Musketeers - serie TV, episodio 1x05 (2014)